# Джеймс, Стив (актёр)
Стив Джеймс (англ. Steve James; 19 февраля 1952, Нью-Йорк, США — 18 декабря 1993, Бербанк, Калифорния, США) — американский актёр и каскадёр, известный по роли Кёртиса Джексона в серии фильмов «Американский Ниндзя».

## Биография
Стив Джеймс родился 19 февраля, 1952 года в Нью-Йорке, США. Интерес к кинематографу пробудил его крёстный отец, актёр Джо Сенека. Ещё до начала съёмок в кино Стив увлёкся восточными единоборствами и посещал различные спортивные секции.
Первой своей серьёзной ролью Джеймс считал появление в культовом фильме «Воины» 1979 года выпуска. В 1983, после фильма «Солдат» он переехал в Лос-Анджелес. Первое время ему доставались стереотипные роли чернокожих напарников главного героя, которые гибнут в начале фильма. Однако в 1985 Джеймс получил второстепенную роль в фильме «Американский ниндзя», которая принесла ему славу и закрепила за ним амплуа героя боевиков. Впоследствии актёр снимался в продолжениях «Американского ниндзя» и в фильмах с Чаком Норрисом, Ли Марвином, Кристофером Уокеном и другими голливудскими звёздами.
Его последняя роль была пилотной для телесериала M. A. N. T. I. S., который вышел в эфир всего через несколько недель после его трагической смерти в 1993 году. Планировалось, что Стив Джеймс исполнит роль Джакса Бриггса в фильме «Смертельная битва» 1995 года, однако, актёр умер незадолго до начала съёмок.

## Личная жизнь
В 1992 году Стив женился на актрисе Кристин Пан Джеймс, их свадьба состоялась на Гавайских островах. Пара воспитывала дочь Дебби, которая впоследствии стала моделью и певицей.

## Смерть
Стив Джеймс умер 18 декабря, 1993 года в городе Бербанк, штат Калифорния, США. Причиной смерти стал рак поджелудочной железы.

## Фильмография
- 1975 — Земля, забытая временем — островитянин-дикарь, преследовавший Лизу
- 1979 — Воины — член банды «Baseball Fury»
- 1980 — Истребитель — Майкл Джефферсон
- 1980 — Таймс-сквер — чувак
- 1981 — Артур — человек рядом с магазином галстуков (в титрах не указан)
- 1982 — Солдат — боец спецотряда ЦРУ
- 1984 — Придурки из Хаззарда (сериал) — Кэрни (1 эпизод)
- 1985 — Маска — интерн в больнице
- 1985 — Ох уж эта наука! — в титрах не указан
- 1985 — Американский ниндзя — капрал Кёртис Джексон
- 1985 — Жить и умереть в Лос-Анджелесе — Джефф Райс
- 1986 — Отряд «Дельта» — Бобби
- 1986 — Карающая сила — Лари Ричардс
- 1986 — Детективное агентство «Лунный свет» (сериал) — Мохаммед Браун (1 эпизод)
- 1987 — Американский ниндзя 2: Столкновение — сержант Кёртис Джексон
- 1988 — Джонни, будь хорошим — тренер Сандерс
- 1988 — Герой и Ужас — Робинсон
- 1988 — Я достану тебя, ублюдок — Джо Кунг-Фу
- 1989 — Излучина реки — майор Самуэль Квентин
- 1989 — Американский ниндзя 3: Кровавая охота — сержант Кёртис Джексон
- 1990 — Уличный охотник — Логан Блэйд
- 1991 — Макбэйн — Истлэнд
- 1992 — Уикенд у Берни 2 — Генри
- 1993 — Кровавый кулак 5: Живая мишень — Маркус / Дрю Вашингтон

## Упоминания в литературе
- Дэниел Р. Будник. (10, 11, 83, 109, 110, 135, 212 и 229 страницы) // ’80s Action Movies on the Cheap: 284 Low Budget, High Impact Pictures. — McFarland, 2017. — ISBN 1476626871.